# Ryuta Ishii
Ryuta Ishii –en japonés, 石井 竜太, Ishii Ryuta– (31 de diciembre de 1987) es un deportista japonés que compitió en judo. Ganó una medalla de bronce en el Campeonato Asiático de Judo de 2011 en la categoría de +100 kg.

## Palmarés internacional
| Campeonato Asiático | Campeonato Asiático | Campeonato Asiático | Campeonato Asiático |
| Año                 | Lugar               | Medalla             | Categoría           |
| ------------------- | ------------------- | ------------------- | ------------------- |
| 2011                | Abu Dabi (EAU)      | Medalla de bronce   | +100 kg             |